# Poecilobothrus basilicus
Poecilobothrus basilicus är en tvåvingeart som först beskrevs av Friedrich Hermann Loew 1869.  Poecilobothrus basilicus ingår i släktet Poecilobothrus och familjen styltflugor. Inga underarter finns listade i Catalogue of Life.